# Hypodrassodes maoricus
Hypodrassodes maoricus är en spindelart som först beskrevs av Raymond Comte de Dalmas 1917.  Hypodrassodes maoricus ingår i släktet Hypodrassodes och familjen plattbuksspindlar. Inga underarter finns listade i Catalogue of Life.